# Michel Friedman

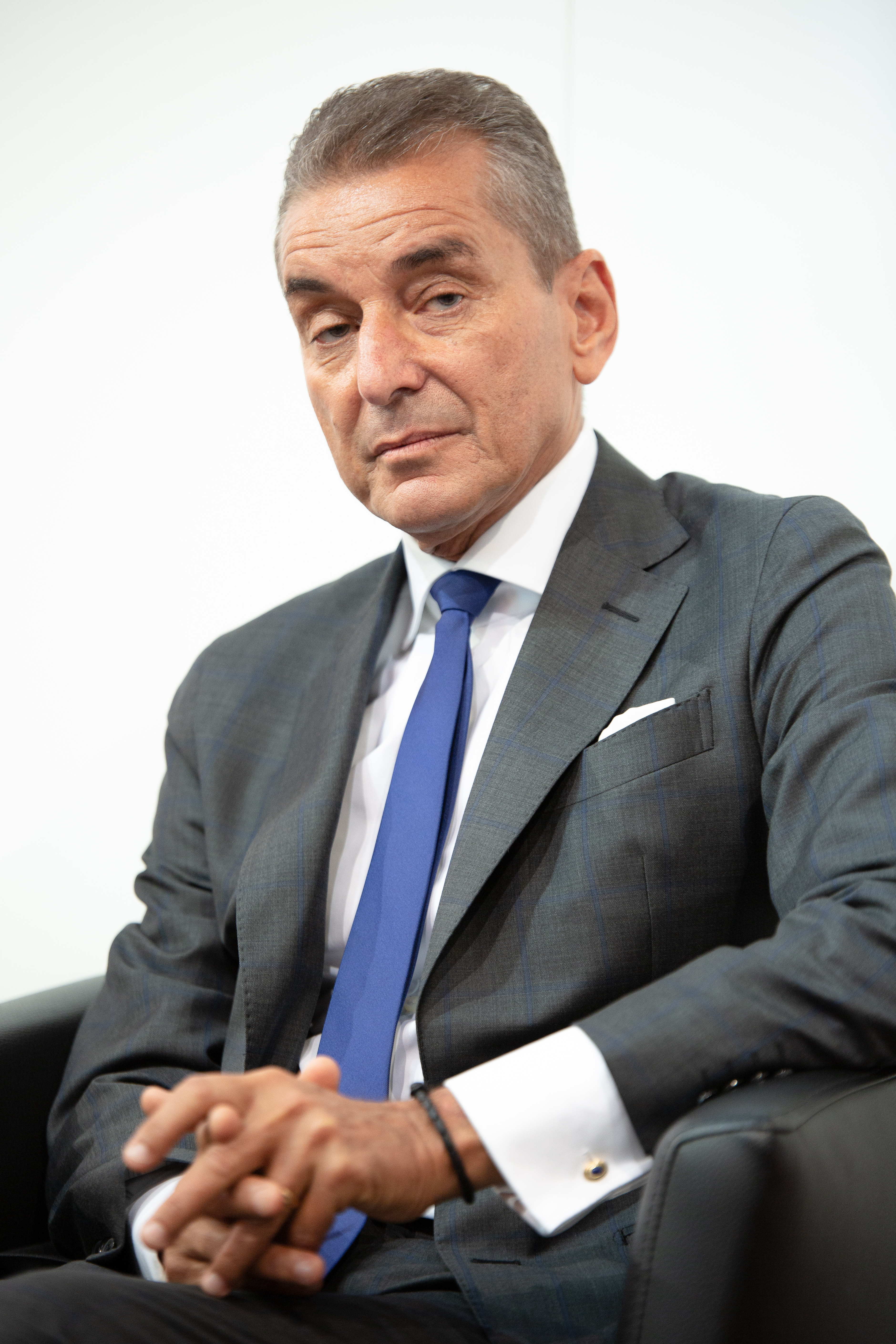
Michel Friedman auf der Frankfurter Buchmesse 2018

Julien Michel Friedman (Aussprache [miˈʃɛl ˈfʁi:tman], * 25. Februar 1956 in Paris) ist ein deutsch-französischer Publizist, Talkmaster, Jurist, Philosoph und früherer Politiker der CDU.
Von 1994 bis 1996 gehörte Friedman dem CDU-Bundesvorstand an. Er war von 2000 bis 2003 stellvertretender Vorsitzender des Zentralrats der Juden in Deutschland und Herausgeber der Wochenzeitung Jüdische Allgemeine sowie von 2001 bis 2003 Präsident des Europäischen Jüdischen Kongresses, bis er im Zuge der „Friedman-Affäre“ alle öffentlichen Ämter niederlegte. Er moderierte mehrere Talksendungen, zum Beispiel von 1998 bis 2003 Vorsicht! Friedman beim Hessischen Rundfunk oder von 2004 bis 2021  Studio Friedman beim Sender N24 (heute Welt). Seit 2016 ist er Honorarprofessor für Immobilien- und Medienrecht an der Frankfurt University of Applied Sciences.

## Leben

### Kindheit und Jugend
Michel Friedman wurde als Sohn des Pelzkaufmanns Paul Samuel Friedman und seiner Frau Eugenia, geb. Wortsmann, in Paris geboren. Er entstammt einer polnischen Familie jüdischen Glaubens aus Krakau. Kaum ein Mitglied seiner Familie überlebte den Holocaust; fast alle kamen im Vernichtungslager Auschwitz-Birkenau um. Einzig seine Eltern und seine Großmutter („aus gutbürgerlichen Verhältnissen stammend“), die während der NS-Zeit im Ghetto Krakau zusammengetrieben wurden, konnten durch den sudetendeutschen Unternehmer Oskar Schindler über eine Liste als „Schindlerjuden“ gerettet werden.
Nach dem Ende des Zweiten Weltkrieges heirateten die Eltern im Juni 1948 in Krakau und emigrierten nach der Geburt ihres ersten Sohnes nach Paris, wo sie staatenlos waren. Hier wurde Michel Friedman 1956 in bescheidenen Verhältnissen geboren und wuchs in einer multikulturellen Umgebung auf. Man sprach Französisch, Polnisch und Jiddisch; Deutsch lernte er am Gymnasium in Deutschland. Ab 1961 besuchte Friedman eine französische Volksschule. Prägende Einflüsse hatten auf ihn, wie er selbst angibt, Jean-Paul Sartre und Simone de Beauvoir. Friedmans Vater arbeitete im Pelzgroßhandel seines Stiefvaters.
1965 siedelte Michel Friedman mit seinen Eltern von Frankreich in die Bundesrepublik Deutschland über, wo der Vater im deutschen Pelzhandelszentrum in Frankfurt am Main tätig wurde. Bei den Feierlichkeiten zu Friedmans Bar Mitzwa (13. Lebensjahr) war Oskar Schindler Ehrengast; die Eltern pflegten den Kontakt zum einstigen Retter. Friedman war Schülersprecher am Frankfurter Goethe-Gymnasium und organisierte in dieser Zeit Demonstrationen gegen die Sowjetunion. Darüber hinaus war er in jungen Jahren Mitarbeiter des Jugendzentrums der Jüdischen Gemeinde Frankfurt am Main und 1974/1975 Mitglied des Vorstandes des Bundesverbandes Jüdischer Studierender in Deutschland. Seine Familie war orthodox; ihn prägte in seiner Kindheit die Autorität des Landesrabbiners Isaak Emil Lichtigfeld.

### Jurastudium und Anwaltstätigkeit
1974 legte er sein Abitur mit einem Schnitt von 1,4 ab und begann auf Wunsch des Vaters zunächst ein Studium der Humanmedizin, das er nicht beendete. Nach dem Physikum wechselte er zur Rechtswissenschaft. Sein erstes juristisches Staatsexamen legte er 1984 „mit Prädikat“ ab. 1987 folgte sein zweites juristisches Staatsexamen. Danach ließ er sich als Rechtsanwalt, spezialisiert auf Immobilien- und Medienrecht, in Frankfurt nieder und wurde Partner einer international agierenden Kanzlei. 1994 wurde er bei Alfons Kraft an der Johannes Gutenberg-Universität Mainz mit einer Dissertation über Das Initiativrecht des Betriebsrats zum Dr. iur. promoviert.
Friedman, der die französische Staatsbürgerschaft hatte, ließ sich in den 1970er-Jahren in der Bundesrepublik einbürgern.

### Funktionär jüdischer Organisationen
Von 1983 bis 2003 war Friedman Vorstandsmitglied der Jüdischen Gemeinde in Frankfurt. Ab 1990 war er für den Zentralrat der Juden in Deutschland tätig. 1997 sollte er Vorsitzender der Jüdischen Gemeinde zu Berlin werden, was er aus familiären Gründen ablehnte, da sein Vater erst im Vorjahr Witwer geworden war.
1999 wurde er in das Präsidium des Zentralrats gewählt, wo er unter Paul Spiegel zum Vizepräsidenten avancierte. Er machte sich vor allem gegen Neonazismus, Fremdenhass und Antisemitismus stark. Im Jahre 2002 führten er und der Zentralrat einen öffentlichen Antisemitismusstreit mit dem stellvertretenden Bundesvorsitzenden der FDP und Landesvorsitzenden der FDP Nordrhein-Westfalen, Jürgen Möllemann, der durch die Aufnahme des Grünen-Politikers Jamal Karsli in die FDP-Landtagsfraktion NRW ausgelöst worden war. Aussagen Möllemanns, kommentierte Friedman als „Zivilisationsbruch“.
Von 2001 bis 2003 war Friedmann Präsident des Europäischen Jüdischen Kongresses. Darüber hinaus war er von 2000 bis 2003 Herausgeber der Wochenzeitung Jüdische Allgemeine.

### Wirken als Fernsehmoderator
Seit 1993 ist Friedman neben seiner Tätigkeit als Rechtsanwalt, Publizist, Politiker und Verbandsfunktionär auch als Fernsehmoderator tätig. Von 1993 bis 1994 moderierte er beim Mitteldeutschen Rundfunk die Talkshow Riverboat. 1995 startete er mit Luc Jochimsen und Holger Weinert das Magazin Drei-zwei-eins beim Hessischen Rundfunk. 1997 war er kurzzeitig Moderator des Polit-Talk 43:30 – Zeit für Politik bei Premiere. Von 1998 bis 2003 moderierte er beim Hessischen Rundfunk die Sendung Vorsicht! Friedman und von 2001 bis 2003 die Sendung Friedman bei der ARD.

### „Friedman-Affäre“
Im Juni 2003 geriet Friedman im Zuge von Ermittlungen wegen Menschenhandels im Rotlichtmilieu in das Blickfeld der Staatsanwaltschaft. Mehrere Zwangsprostituierte, die illegal aus der Ukraine nach Deutschland gebracht worden waren, sagten aus, Friedman habe mit ihnen mehrmals Sex gehabt, Kokain angeboten und selbst Kokain konsumiert. Prostituierte und Suchtmittel habe er unter dem Pseudonym „Paolo Pinkel“ angefordert; dies sei von der Polizei angeblich falsch verstanden worden, Friedman behauptete später, eigentlich „Paolo Pinkas“ verwendet zu haben. Daraufhin wurden seine Kanzlei und seine Wohnung rechtmäßig durchsucht und drei szenetypische Päckchen mit Kokain-Anhaftungen gefunden. Die Menge war aber zu gering, um den genauen Wirkstoffgehalt zu ermitteln. Das Ergebnis seiner Haarprobe war hingegen positiv, was rechtlich seinen Kokainkonsum nachwies. Daraufhin erging am 8. Juli 2003 ein Strafbefehl wegen Kokainbesitzes über 150 Tagessätze von zusammen 17.400 Euro, den er widerspruchslos akzeptierte.
Friedman trat im Zuge der Affäre von allen öffentlichen Ämtern zurück. In einer Erklärung bedauerte er, einen „Fehler gemacht zu haben“. Er entschuldigte sich bei den Menschen, die er enttäuscht habe, und bat die Öffentlichkeit um „eine zweite Chance“. Da er es vermied, sich ausdrücklich bei den Prostituierten zu entschuldigen, wurde er u. a. von der Frauenrechtsorganisation Terre des Femmes öffentlich kritisiert. Weiterhin trat er von der Moderation der Sendung Friedman am 8. Juli 2003 zurück.

### Beruflicher Neubeginn

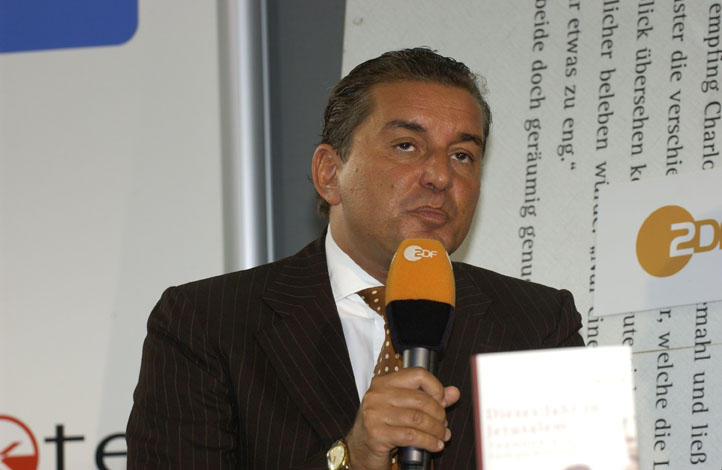
Michel Friedman (2004)

Nach kurzer Zeit wurde Friedman Herausgeber für den Programmbereich „Politisches Buch“ im Aufbau-Verlag und nach dem Angebot durch den Unternehmer Hans Wall Mitglied im Aufsichtsrat der Wall GmbH.
Im November 2003 nahm Friedman wieder an den Diskussionsrunden Sabine Christiansen (ARD) und Grüner Salon (n-tv) teil. 2004 wirkte er beim Sender 13th Street als Moderator der Sendung Im Zweifel für... Friedmans Talk, einer Recht-Talkshow zur US-Serie Law & Order. Des Weiteren moderierte Friedman von 2004 bis 2020 den wöchentlichen Talk Studio Friedman, danach im Jahr 2021 sieben Folgen der Talksendung Open End. Seit 2008 moderiert er die Reportagereihe Friedman schaut hin beim Nachrichtensender Welt. 2008 war er gemeinsam mit Franziska Günther verantwortlich für die Sendung lieber lesen beim Literatursender Lettra (Premiere Star). Von 2017 bis 2022 moderierte Friedman den Videopodcast Auf ein Wort... mit Michel Friedman, welcher bei Deutsche Welle online erschien und rund einstündige Interviews mit Wissenschaftlern zu grundlegenden philosophischen Themen enthielt.
Außerdem war er Kolumnist der Zeitschrift Max und der Zeitung Die Welt; zuvor schrieb er regelmäßig Kommentare in der Frankfurter Kompaktzeitung NEWS. 2016 wurde er Moderator der englischsprachigen Sendung Conflict Zone des Senders Deutsche Welle.

### Philosophiestudium und Professur
Friedman studierte neben seiner Fernsehtätigkeit ab 2006 Philosophie an der Johann Wolfgang Goethe-Universität Frankfurt am Main und wurde 2010 bei Klaus-Jürgen Grün mit der Dissertation Schuldlose Verantwortung. Vorgaben der Hirnforschung für Ethik und Strafrecht zum Dr. phil. promoviert.
Seit 2016 ist Friedman Honorarprofessor für Immobilien- und Medienrecht an der Frankfurt University of Applied Sciences. Zudem war er von 2016 bis 2022 einer von vier Direktoren des Center for Applied European Studies (CAES), eines Forschungszentrums für Europafragen dieser Hochschule.

### Attentatsversuche
In einer aus Anlass seines 60. Geburtstages ausgestrahlten Interview-Sendung des alpha-Forums der ARD vom 25. Februar 2016 erwähnte Friedman zwei auf ihn versuchte Attentate, die mit Schusswaffen verübt worden seien. Dies hatte er auch bereits in einem Interview mit der FAZ, publiziert am 9. Dezember 2013, geäußert.

### Privates
Friedman ist seit seinem achtzehnten Lebensjahr deutscher Staatsangehöriger. Sein älterer Bruder (geb. 1948 in Krakau) lebt heute in Israel.
2004 heiratete Friedman die Fernsehmoderatorin Bärbel Schäfer, die zum Judentum konvertierte. Die Trauung fand nach jüdischem Ritus in der Park East Synagogue statt, dem Gotteshaus einer orthodoxen jüdischen Gemeinde in New York. Das Paar hat zwei Söhne und lebt in Frankfurt-Westend, Paris und Cannes.

## Gremienarbeit/Ehrenamt
Von 1990 bis 2003 war Friedman Präsidiumsmitglied im ZDF-Fernsehrat. Darüber hinaus war er Vorstandsmitglied der Stiftung Freunde der Hebräischen Universität Jerusalem und der Geschwister Korn und Gerstenmann-Stiftung. Er war stellvertretender Aufsichtsrat des Friedrichstadt-Palasts, Aufsichtsratsvorsitzender des Saarländischen Staatstheaters, Kuratoriumsmitglied der Stiftung Saarländischer Kulturbesitz, Mitglied des Koordinierungsrates des Deutsch-Tschechischen Gesprächsforums, Beiratsmitglied der Bundesakademie für Sicherheitspolitik und Präsidiumsvorsitzender von Keren Hajessod Deutschland sowie Aufsichtsratsmitglied der Saarländischen Investitionskreditbank.
Friedman ist Mitglied der Atlantik-Brücke, Aufsichtsratsmitglied der Jewish Agency und Gründungsmitglied des PEN Berlin.

## Politik

### Karriere als Unionspolitiker

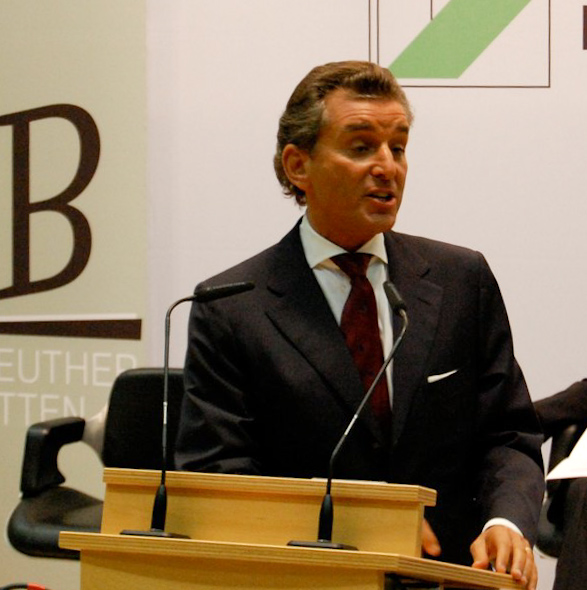
Michel Friedman (2009)

Inspiriert durch den NATO-Doppelbeschluss und eher dem Konservatismus verpflichtet, obwohl nie hundertprozentig auf Parteilinie, trat Friedman 1983 in die CDU ein. Von 1984 bis 1997 war er CDU-Stadtverordneter in Frankfurt am Main. Er legte seinen Schwerpunkt auf die Themen Wirtschaft, Planung und Kultur. 1994 wurde er in den Parteivorstand der CDU Hessen gewählt. Wegen der CDU-Spendenaffäre um den damaligen Ministerpräsidenten und Landesvorsitzenden Roland Koch trat er Anfang 2000 aus seinem Landesverband aus. Seitdem war er bis zu seinem Austritt 2025 Mitglied der CDU Saar. Von 2000 bis 2002 übernahm er die ehrenamtliche Stabsstelle für Kultur- und Europapolitische Fragen unter Ministerpräsident Peter Müller.
Friedman bewarb sich 1994 auf Vorschlag Hermann Gröhes, seinerzeit Vorsitzender der Jungen Union, erfolgreich mit 610 von 919 Stimmen für den CDU-Bundesvorstand. Er thematisierte dort die europäische Integration, die multikulturelle Gesellschaft, die Reform des Staatsangehörigkeitsrechts und das Einbürgerungsrecht. Außerdem wurde er 1995 in den Bundesfachausschuss Medienpolitik gewählt.
1996 konnte er sich nicht für eine weitere Amtszeit im Bundesvorstand durchsetzen. Er galt als Kritiker von Bundeskanzler Helmut Kohl, dem er „unerträgliche Arroganz“ attestierte, und war in den Augen mancher Parteimitglieder zu liberal eingestellt. Stattdessen war er im Bundesfachausschuss für Kultur tätig.

### Engagement gegen Rechtsextremismus

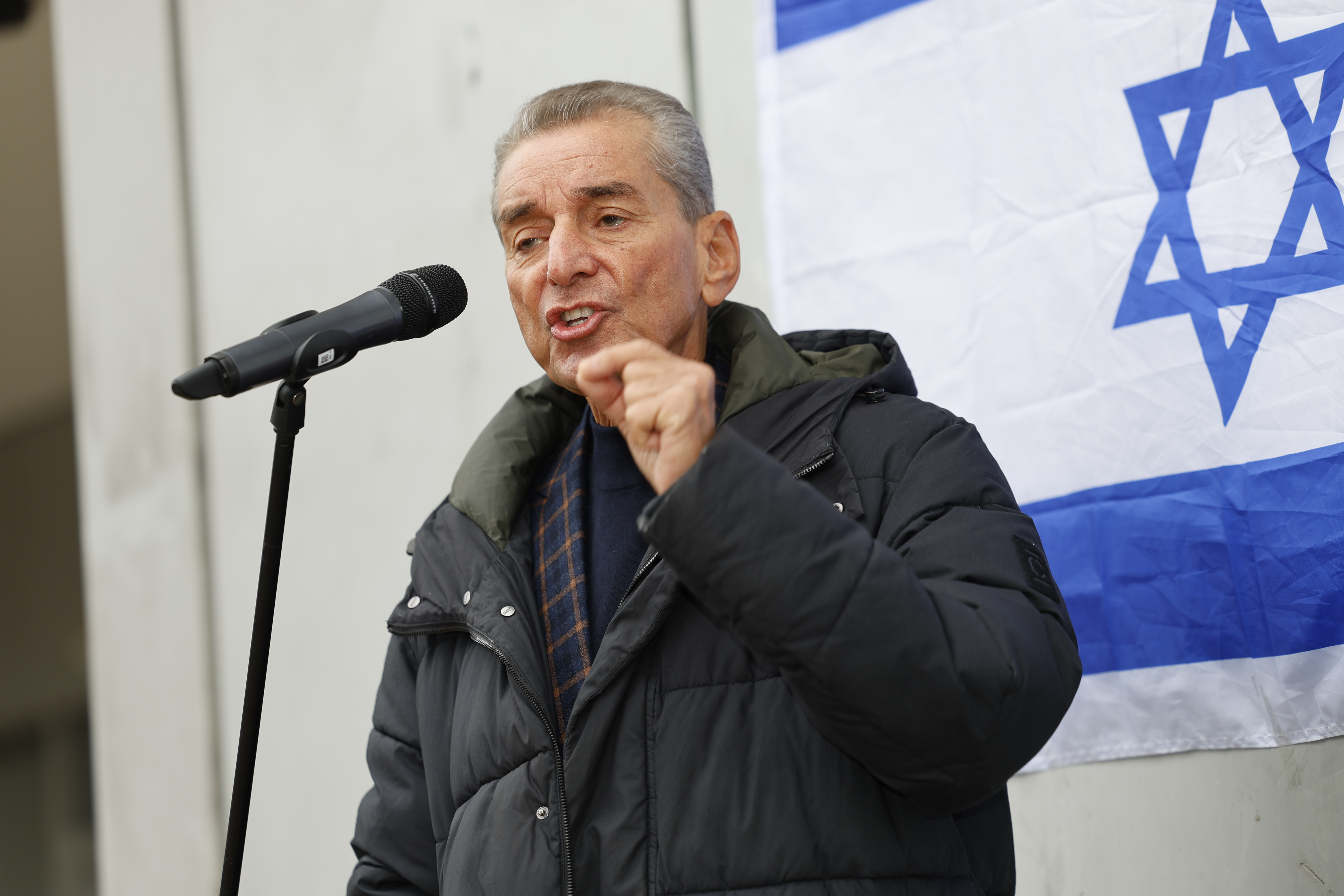
Friedman, Fridays for Israel, FU Berlin (2023)

Friedman engagiert sich seit Jahren gegen Antisemitismus und Rassismus. Er war wiederholt Bedrohungen ausgesetzt, u. a. waren ihm zeitweise polizeiliche Personenschützer mit rechtsextremer Gesinnung zugeteilt.
1995 führte er aus, dass Geschichtsrevisionisten und Rechtsintellektuelle eine größere Gefahr für die Demokratie darstellten als rechtsextreme Parteien, weil sie „unter einem bürgerlichen Deckmäntelchen und mit einer hohen gesellschaftlichen Akzeptanz“ eine durchschlagendere Wirkung hätten.
In diesem Zusammenhang kritisierte er Martin Walsers Rede in der Frankfurter Paulskirche im Jahre 1998, in der dieser sich gegen die „Dauerrepräsentation unserer Schande“ wehrte. Friedman erklärte dazu: „Ich halte diese Rede für ein weiteres Indiz. Wir können seit Jahren in der intellektuellen Szene eine deutliche Verschiebung beobachten. Rechtskonservative und rechtsnationale Intellektuelle brechen unverschämte Tabus, versuchen offensiver in der Gesellschaft zu testen, wie weit sie gehen können.“
Friedman war Mitorganisator der Konzertveranstaltungen Rock gegen Rechts. 2000 gründete er gemeinsam mit Uwe-Karsten Heye und Paul Spiegel den Verein Gesicht Zeigen! Für ein weltoffenes Deutschland e. V., der sich bundesweit für ein weltoffenes und tolerantes Deutschland und gegen Rechtsextremismus einsetzt.
2001 erregte das „Zigeunerjuden“-Urteil Aufsehen. Nachdem der ehemalige Kreisvorsitzende der Partei Die Republikaner (REP) im Landkreis Oberallgäu, Hermann Joseph Reichertz, in einer Presseerklärung im November 2000 Friedman als „Zigeunerjuden“ bezeichnet hatte, erstattete dieser Anzeige, woraufhin es zum Prozess kam. Reichertz wurde im März 2001 vom Amtsgericht Kempten zu einer Geldstrafe in Höhe von 6000 Mark verurteilt, am 27. August 2001 aber in zweiter Instanz vom Landgericht Kempten vom Vorwurf der Beleidigung freigesprochen. Das Bayerische Oberste Landesgericht (BayObLG) hob das umstrittene Urteil am 15. Februar 2002 (1 St RR 173/01) auf, nachdem die Staatsanwaltschaft gegen das Urteil Revision eingelegt hatte, woraufhin das Landgericht Kempten Reichertz der Beleidigung Friedmans schuldig sprach und eine Geldstrafe in Höhe von 3000 Euro verhängte.
Friedman führte 2007 ein Interview mit dem Holocaustleugner und ehemaligen RAF-Terroristen Horst Mahler, das in der Zeitschrift Vanity Fair erschien, für die er als Chefreporter tätig war. Das Interview wurde kontrovers diskutiert, nicht zuletzt, weil Mahler ihn mit einem Hitlergruß begrüßt hatte. Friedman brachte dies zur Anzeige.
2018 bezeichnete Friedman die AfD als „menschenverachtende, demokratiefeindliche Partei“. Anlässlich der Gründung der Gruppierung Juden in der AfD sagte Friedman: „Niemand sollte in die AfD eintreten, ein Jude erst recht nicht.“
Friedman hielt im Oktober 2024 eine Rede anlässlich des 50. Todestages von Oskar Schindler im Hessischen Landtag in Wiesbaden, in dieser attackierte er die AfD scharf für deren Menschenhass. Er schäme sich, in einem Parlament zu sprechen und dabei eine Gruppe anzuschauen, „die eine Partei des Hasses ist“, sagte Friedman in Richtung der AfD-Fraktion.
Nachdem ein migrationspolitischer Entschließungsantrag der CDU/CSU-Fraktion am 29. Januar 2025 im Deutschen Bundestag eine Mehrheit nur durch die Stimmen der AfD erreicht hatte, hat Friedman einen Tag später mitgeteilt, aus der CDU ausgetreten zu sein. Nach dem Scheitern der Gesetzesvorlage mangels Mehrheit und seinem Parteiaustritt warf er Friedrich Merz und dessen Partei einen „dramatischen Tabubruch“ vor, erklärte aber auch, der Kanzlerkandidat und die CDU hätten nichts mit der „Partei des Hasses“ gemeinsam.

### Engagement für Flüchtlinge
2015 organisierte Friedman gemeinsam mit Tigerpalast-Leiter Johnny Klinke eine Willkommensfeier in der Paulskirche für kurz zuvor in Deutschland angekommene Flüchtlinge und ihre Helfer. Die Organisatoren erklärten, damit ein Zeichen für die Flüchtlinge und die Menschlichkeit setzen zu wollen.

### Kritik an Horst Seehofer
Horst Seehofers Äußerung, „Der Islam gehört nicht zu Deutschland“ wurde von Friedman scharf kritisiert. In einem Gastkommentar für die Deutsche Welle warf er dem damaligen Bundesinnenminister Populismus vor. Es sei nicht Aufgabe eines Bundesinnenministers, den Islam zu stigmatisieren, denn ein Bundesinnenminister sei zugleich Religions- und Verfassungsminister und trage Verantwortung dafür, „dass der Respekt gegenüber allen Religionen von ihm repräsentiert wird“. Sich als Politiker anzumaßen, einer Weltreligion ihre Existenz als Bestandteil der religiös-gesellschaftlichen Realität in Deutschland abzusprechen, zeuge von einem sehr zweifelhaften Verständnis von Religionsfreiheit, so Friedman.

## Kritik
Friedman wurde wiederholt für seinen konfrontativen Stil in öffentlichen Debatten kritisiert. In einem Artikel des Spiegel aus dem Jahr 2002 wird ihm ein „gnadenloser Tonfall“ vorgeworfen; der jüdische Politikwissenschaftler Josef Joffe bezeichnete ihn als unsportlich, da er selbst hart austeile, auf Kritik jedoch häufig mit Antisemitismusvorwürfen reagiere. Friedman nutze in Diskussionen oft die moralische Autorität seiner jüdischen Identität, was als unfair empfunden werde. Beobachter beschreiben ihn als arrogant und unangenehm, da er sich als moralische Instanz inszenierte und politische Gegner dämonisiere. In politischen Debatten provoziere er häufig, indem er sich selbst in die Opferrolle versetze und dadurch eine offene, differenzierte Diskussion erschwere.
Kritiker bemängeln zudem Friedmans polemischen Stil in seinen Shows. In einem Stern-Artikel von 2003 wurde er als stets moralisierender, wenig bescheidener Mann beschrieben, der seine Gäste regelrecht auffresse. Der Autor Wolfgang Röhl stellte in einem Stern-Artikel von 2010 fest, der rhetorisch scharfe und dominante Friedman unterhalte eine Arena für ganz Harte, in der er Gäste brutalstmöglich misshandle, ihre Sätze nach drei Worten abwürge, im Munde herumdrehe und höhnisch wieder ausspucke.
Auch Friedmans Umgang mit Israel-Kritik wird hinterfragt. Ihm wird vorgeworfen, berechtigte Kritik an der israelischen Politik pauschal mit Antisemitismus gleichzusetzen und damit die Meinungsfreiheit und eine offene Debattenkultur zu gefährden und eine Gedankenpolizei zu etablieren.

## Auszeichnungen und Ehrungen
- 2000: Krawattenmann des Jahres
- 2000: Offizier der Ehrenlegion
- 2001: Bundesverdienstkreuz 1. Klasse
- 2001: Deutscher Fernsehpreis
- 2002: Saarlandbotschafter
- 2024: Goetheplakette der Stadt Frankfurt am Main[56]

## Schriften (Auswahl)

### Monografien
- Das Initiativrecht des Betriebsrats (= Europäische Hochschulschriften, Reihe 2, Rechtswissenschaft, Band 1602). Lang, Frankfurt am Main u. a. 1995, ISBN 3-631-47747-3 (zugl. Dissertation, Universität Mainz, 1994).
- Kaddisch vor Morgengrauen. Roman. Aufbau-Verlag, Berlin 2005, ISBN 3-351-03046-0. (Taschenbuch und Tonträger 2007)
- Schuldlose Verantwortung. Vorgaben der Hirnforschung für Ethik und Strafrecht (= Philosophie in Geschichte und Gegenwart, Band 3). Lang, Frankfurt am Main u. a. 2010, ISBN 978-3-631-60489-2 (zugl. Dissertation, Universität Frankfurt am Main, 2010).
- Streiten? Unbedingt!: Ein persönliches Plädoyer. Duden, Berlin 2021, ISBN 978-3-411-05989-8.
- Fremd. Berlin Verlag, Berlin 2022, ISBN 978-3-8270-1461-0.
- Schlaraffenland abgebrannt. Von der Angst vor einer neuen Zeit. Piper, München 2023, ISBN 978-3-8270-1460-3.
- 7. Oktober 2023. Judenhass. Berlin Verlag bei Piper, München 2024, ISBN 978-3-8270-1515-0.

### Herausgeberschaft
Michel Friedman ist Herausgeber der Reihe Politisches Buch beim Aufbau-Verlag.
- mit Mehpare Bozyigit: Die andere Türkei. Wie die Moderne den Bosporus erobert. Aufbau-Verlag, Berlin 2005, ISBN 3-351-02591-2.
- mit Gerhard Roth, Klaus-Jürgen Grün: Entmoralisierung des Rechts. Maßstäbe der Hirnforschung für das Strafrecht. Vandenhoeck & Ruprecht, Göttingen 2008, ISBN 978-3-525-49131-7.
- mit Gerhard Roth, Klaus-Jürgen Grün: Kopf oder Bauch? Zur Biologie der Entscheidung. Vandenhoeck & Ruprecht, Göttingen 2010, ISBN 978-3-525-40231-3.

### Beiträge in Sammelbänden
- Selbstporträt der Kindheit und Jugend. In: Florian Langenscheidt (Hrsg.): Bei uns zu Hause. Prominente erzählen von ihrer Kindheit. Econ, Düsseldorf 1995, ISBN 3-430-15945-8.
- Die Bedeutung der Glaubensfreiheit aus der Sicht der jüdischen Religion. In: Deutsche Sektion der Internationalen Juristen-Kommission (Hrsg.): Religionsfreiheit. Vom 29. September bis 2. Oktober 1995 in Erfurt (= Rechtsstaat in der Bewährung, Band 31). Müller, Heidelberg 1996, ISBN 3-8114-0897-6, S. 81 ff.
- Vom Evolutionären Vertrauen. In: Dirk C. Fleck (Hrsg.): Die vierte Macht. Spitzenjournalisten zu ihrer Verantwortung in Krisenzeiten. Hoffmann und Campe, Hamburg 2012, ISBN 978-3-455-50259-6, S. 177 ff.

### Gespräche / Interviews
- Zukunft ohne Vergessen. Ein jüdisches Leben in Deutschland. Gespräch mit Ernst Dieter Lueg. Kiepenheuer und Witsch, Köln 1995, ISBN 3-462-02437-X.
- Es geht um die Identitätsbestimmung der Republik für die nächsten Jahrzehnte. In: Hans Erler, Ansgar Koschel (Hrsg.): Der Dialog zwischen Juden und Christen. Versuche des Gesprächs nach Auschwitz. Campus Verlag, Frankfurt am Main u. a. 1999, ISBN 3-593-36346-1, S. 104 ff.
- Der Zauberlehrling. In: Jens Bergmann, Bernhard Pörksen (Hrsg.): Skandal. Die Macht öffentlicher Empörung. (= Edition Medienpraxis, 6). von Halem, Köln 2009, ISBN 978-3-938258-47-7, S. 112 ff.
- Es wird Sie glücklicher machen, Ihre Bedürfnisse zu leben, auch wenn die Gesellschaft Sie stigmatisiert. In: Justus Bender, Jan Philipp Burgard: Glauben Sie noch an die Liebe? Unerwartete Antworten von Hannelore Elsner, Eckart von Hirschhausen, Michel Friedman, Sonya Kraus, Franz Müntefering, Roger Willemsen und vielen anderen. Bertelsmann, München 2012, ISBN 978-3-570-10143-8, S. 199 ff.
- In der Spielzeit 2022/23 leitet Friedman eine Gesprächsreihe im Berliner Ensemble.[57]

## Hörspiel
- Fremd. Bearbeitung und Regie: Max Lindemann. Mit Constanze Becker. Deutschlandfunk/hr 2022. Ursendung im Deutschlandfunk am 17. September 2022 (vorab online).